# Babiana brachystachys
Babiana brachystachys är en irisväxtart som först beskrevs av John Gilbert Baker, och fick sitt nu gällande namn av Gwendoline Joyce Lewis. Babiana brachystachys ingår i släktet Babiana och familjen irisväxter. Inga underarter finns listade i Catalogue of Life.